# Sportschifffahrt
Sportschifffahrt ist der Oberbegriff für die nicht gewerblich betriebene Schifffahrt mit beliebigen Wasserfahrzeugen auf allen Arten von Gewässern (Binnen-, Küstengewässer und Hochsee) und stellt den Gegensatz zur gewerblich betriebenen Berufsschifffahrt dar.
Der Begriff war genaugenommen ein Unterpunkt der Freizeitschifffahrt; dieser Begriff ist jedoch nicht mehr geläufig und wird, wenn überhaupt, meist als „Sport- und Freizeitschifffahrt“ gebraucht.

## Geschichte
Die Sportschifffahrt im heutigen Sinne begann um das Jahr 1910 herum, als Verbrennungsmotoren so klein und zuverlässig wurden, dass sie auch in Wasserfahrzeugen eingebaut werden konnten. Bei gleich starker Motorleistung waren diese Motoren wesentlich kleiner, billiger und einfacher zu bedienen als die bis dahin üblichen Dampfmaschinen. Wer es sich leisten konnte, kaufte sich ein „Lustboot“, wie die Bezeichnung für Sport- und Freizeitboote damals lautete. Gerade um Metropolen wie Berlin, Paris, London oder Konstantinopel herum boomte die Verbreitung solcher Wasserfahrzeuge, was dazu führte, dass die zuständigen Behörden in den jeweiligen Staaten eine gesetzlich verankerte Unterscheidung zwischen der gewerblichen und der nicht gewerblichen Schifffahrt zu treffen begannen.
Im Wirtschaftsboom bis zum Börsenkrach 1928 wurden die „Lustboote“ immer größer und seetüchtiger. Noch vor 1920 waren die definierten Unterschiede zwischen gewerblicher und nicht gewerblicher Seefahrt von der Binnenschifffahrt auf die (Hoch-)Seeschifffahrt ausgedehnt worden.

## Rechtliche Unterschiede zur Berufsschifffahrt
Die größten Unterschiede zwischen Berufs- und Sportschifffahrt aus rechtlicher Sicht lassen sich wie folgt zusammenfassen:
- Je nach Staat sind einfachere oder auch gar keine seemännischen Patente zum Führen nicht gewerblicher Wasserfahrzeuge nötig.

So gibt es in Deutschland zwei Grenzen: Ab 15 PS bzw. mehr als 11,03 Kilowatt maschineller Antriebsleistung, gemessen an der Propellerwelle (oder an der Antriebswelle des an einem Flettnerantrieb befindlichen Motors) ist ein Sportbootführerscheins See oder Sportbootführerscheins Binnen vorgeschrieben. Ab einer Länge über alles von 20 und bis zu 25 Metern des Wasserfahrzeuges ist auf Binnenwasserstraßen das Sportschifferzeugnis oder das Sportpatent vorgeschrieben; Für den Rhein gibt es zudem höhere Anforderungen (siehe Rheinpatent). Auf einigen Binnengewässern, beispielsweise in Berlin, ist ein Sportbootführerschein auch ab einer bestimmten Segelfläche vorgeschrieben. In anderen Staaten gibt es teilweise abweichende Regelungen.
In der Schweiz sind Führerscheine erforderlich, wenn das gelenkte Boot eine Motorleistung von mehr als 6 kW hat oder mehr als 14 m2 Segelfläche aufweist. Wer ein Boot unter Schweizer Flagge auf der Hochsee führen will, benötigt in jedem Fall den Hochseeausweis.
Auf dem Bodensee gilt unabhängig von der Nationalität des Schiffsführers und der Registrierungsstelle eine Scheinpflicht für Boote mit mehr als 4,4 kW Motorleistung oder 11 m2 Segelfläche.
In Norwegen zählt zum Beispiel nur die Lüa des Wasserfahrzeuges, die führerscheinfrei bei 14,99 m endet.
In Schweden ist für die Führerscheinpflicht einzig die mögliche Endgeschwindigkeit des Wasserfahrzeuges ausschlaggebend. Die Grenze ist bei 40 Knoten (knapp 75 km/h) gezogen.
Gleiches gilt für Dänemark, wo sich die Führerscheinpflicht aus der Bootslänge in Metern zum Quadrat plus der Zahl 3 ergibt; d. h., ein Boot mit 6 m Länge benötigt ab einer Motorisierung von mehr als 39 kW für die Führung einen Sportbootführerschein.
Besucht ein Schiff die Hoheitsgewässer anderer Staaten, so gelten an Bord die Führerscheinregelungen des Landes, dessen Flagge das Schiff führt. Eine Führerscheinfreiheit entledigt jedoch nicht von der Pflicht, die der Schiffsführer hat, beim Führen seines Wasserfahrzeuges die Verkehrsregeln zu kennen und zu beachten, sowie fähig zu sein, sein Wasserfahrzeug überhaupt zu führen. Außerdem kann es sein, dass selbst für ein eigentlich führerscheinfreies Wasserfahrzeug in bestimmten, stark befahrenen Regionen (in Deutschland zum Beispiel auf dem Rhein) die Führerscheinbefreiung schon bei kleineren als den sonst üblichen Grenzen endet oder gar nicht existiert.
Ebenfalls vom Flaggenstaat vorgegeben wird die notwendige Sicherheitsausrüstung. Während einige Staaten (z. B. Deutschland) für privat genutzte Sportboote keinerlei Vorschriften erlassen haben, verlangen andere Staaten (z. B. die Schweiz) eine umfassende Sicherheitsausrüstung.
- Einige stark befahrene Wasserstraßen, wie beispielsweise der Nord-Ostsee-Kanal, dürfen von Sportbooten nicht bei Dunkelheit, Dämmerung oder schlechter Sicht befahren werden, unabhängig vom Führerschein des Schiffsführers.
- Es gibt zwar auf bestimmten Gewässern (in Deutschland z. B. auf dem Rhein) unter bestimmten Umständen (z. B. nach Erreichen der Hochwassermarke 1 am Bezugspegel) auch für Sportboote eine Verpflichtung zum Betreiben eines Funkgerätes (ein Sprechfunkzeugnis ist hierfür erforderlich). Die Geräte brauchen im Gegensatz zur Berufsschifffahrt nicht doppelt vorhanden zu sein. Darüber hinaus gibt es kein Gewässer mit Lotsenpflicht für Sportboote, solange das Fahrzeug bestimmte Größen (z. B. im Nord-Ostsee-Kanal 500 BRT) nicht übersteigt.

Der Unterschied zwischen gewerblicher und nicht gewerblicher Schifffahrt lässt sich nicht immer an der Größe der Wasserfahrzeuge festmachen. Eine große Luxusyacht kann rechtlich durchaus als Sportboot gelten, während ein kleines Schlauchboot einer Fregatte, eines Passagierschiffes oder einer Werft zur Berufsschifffahrt zählt, weil es gewerblich betrieben wird.
Keine Unterscheidung zwischen Sport- und Berufsschifffahrt machen die internationalen Kollisionsverhütungsregeln. Es gibt darin lediglich einige Vorgaben, die (beispielsweise bei der Lichterführung) von der Größe der Schiffe abhängig sind. Die Ausweichregeln zwischen Wasserfahrzeugen gelten ebenfalls unabhängig von der Zweckbestimmung der Schiffe und außerdem auch unabhängig von der Größe der Schiffe. Im Sinne guter Seemannschaft und Rücksichtnahme weichen Sportbootschiffer den schwer manövrierfähigen Großschiffen dennoch aus, besonders in engen Fahrwassern.